# Bianchi 8 HP

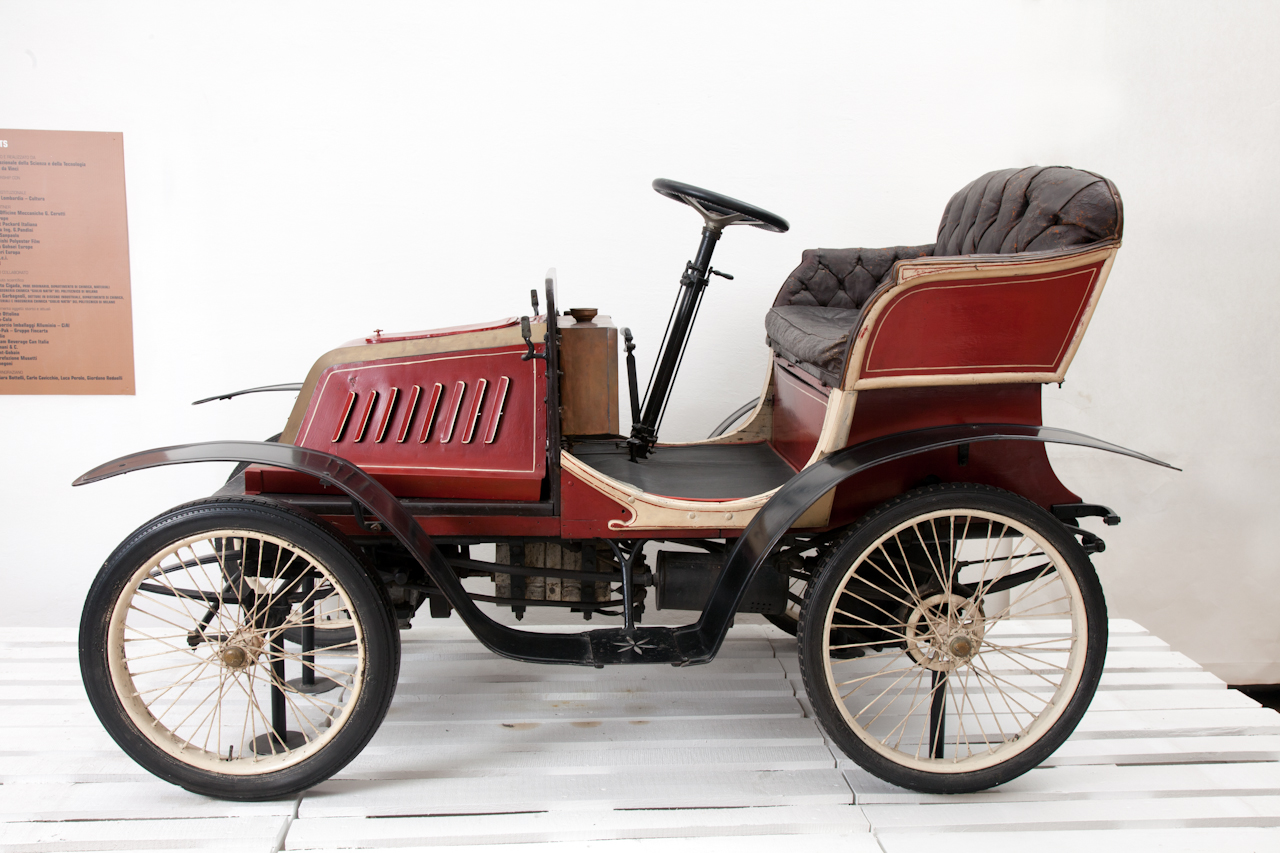
Seitenansicht

Der Bianchi 8 HP ist eines der ersten Pkw-Modelle des ehemaligen italienischen Fahrrad- und Automobilherstellers Bianchi.

## Modellgeschichte
Edoardo Bianchi hatte bereits 1899 ein Motordreirad entworfen und darin einen Einbaumotor von De Dion-Bouton verwendet. Auch beim 8 HP setzte er auf die Technik von De Dion-Bouton. Das Fahrzeug wurde ab 1901 bis mindestens 1903 gebaut. Es ist ein Kleinwagen, auch Voiturette genannt. Einen Nachfolger der gleichen Fahrzeugklasse gab es nicht.

## Beschreibung

### Technik
Das Modell erschien 1901 und wurde später modellgepflegt. Anfangs waren zwei Wasserkühler seitlich der Motorhaube angebracht. Bianchi behielt diese Anordnung nicht lange bei. Im Verkaufskatalog von 1902 ist eine Abbildung, bei der die Motorhaube seitlich jeweils sechs schräg verlaufende Lüftungsschlitze hat.
Das überarbeitete Fahrzeug gleicht ab etwa Baujahr 1902 dem französischen De Dion-Bouton Type V, was optisch durch die später so genannte „Schaufelnase“ an der Front betont wird. Die vorn abfallende Motorhaube lässt sich nach hinten klappen. Sie ist auch typisch für zeitgenössische Renault-Fahrzeuge, die aber seitlich vorstehende Wasserkühler hinter dem Motor haben, während De Dion-Bouton, Bianchi wie auch Clément-Bayard, C.G.V.  oder Mors den Kühler vor der Vorderachse, also zwischen den Vorderrädern, einbauten.

### Motor
Der De-Dion-Bouton-Einzylindermotor entspricht dem des De Dion-Bouton 8 CV jener Zeit. 942 cm³ Hubraum sind angegeben, zumindest für ein erhaltenes Modell nach der Modellpflege. Die Motorleistung beträgt etwa 8 PS. De Dion-Bouton hatte einen Motor dieser Stärke mit 100 mm Bohrung und 120 mm Hub im Sortiment und verwendete ihn ab Mai 1902 im eigenen Modell De Dion-Bouton Type K 2. Zur Zeit der Modelleinführung käme auch der Motor mit 100 mm Bohrung, 110 mm Hub, 864 cm³ Hubraum und ebenfalls 8 PS in Frage, der ab dem 1. Februar 1902 im De Dion-Bouton Type K 1 eingesetzt wurde. Die Zündung ist als Kurbelwellenzündung direkt am Motor ausgebildet. Der Motor ist wassergekühlt durch einen vorn angebrachten Flügelzellenwärmetauscher.

### Kraftübertragung
Der Motor überträgt seine Kraft über eine Kardanwelle an ein Zweiganggetriebe an der Hinterachse. Es gibt auch einen Rückwärtsgang, was damals keineswegs selbstverständlich war. Geschaltet wird mit einem Hebel außen am Fahrzeug. Die Kupplung wird – wie bei einem heutigen Auto – mit einem Pedal betätigt und das Benzin-Luftgemisch im Vergaser mit Hebeln seitlich an der Lenksäule reguliert. Ab spätestens 1903 ist ein Dreiganggetriebe überliefert. Allerdings ist bereits im Verkaufskatalog von 1902 ein Dreiganggetriebe genannt. Damit waren je nach Ausführung entweder 12, 25 und 40 km/h oder 12, 30 und 45 km/h in den einzelnen Gängen möglich.

### Fahrgestell
Das Fahrgestell unterscheidet sich deutlich von dem des De Dion-Bouton 8 CV. Zwar ist es bei beiden Modellen ein Kastenrahmen aus Stahlrohr mit vorn angebrachtem Motor. Beim De Dion-Bouton 8 CV war es aber eine Weiterentwicklung einer vorherigen einfachen und robusten Konstruktion; das Rückgrat des Bianchi 8 HP hingegen besteht aus dem eigentlichen Fahrgestell und einem Hilfsrahmen, der die Karosserie trägt. Das ist eine seltene, jedoch keineswegs einzigartige Lösung im Automobilbau. Sie findet sich bereits zum Ende des 19. Jahrhunderts an Versuchsfahrzeugen von Arthur Constantin Krebs. Eine dem 8 HP ähnliche Lösung wählte die US-amerikanische Northern Manufacturing Company in Detroit 1902 für ihr erstes Modell, den Northern 5 HP. Bei Northern ging es darum, den Federungskomfort zu erhöhen, bei Bianchi sollte die Mechanik im Falle eines Aufpralls besser geschützt werden.
Beide Starrachsen sind an längs angebrachten Halbelliptik-Blattfedern aufgehängt. Das Fahrzeug hat zwei Bremssysteme: Die Handbremse wirkt auf Trommeln an den Hinterrädern, die Fußbremse auf zwei weitere Trommeln an der Kardanwelle.

### Aufbau
Die Karosserie ist zeittypisch offen und hat keine Türen. Die Sitzbank des Phaeton bietet Platz für zwei Personen. Außerdem gibt es Abbildungen von zwei Tonneaus mit Heckeinstieg, einer davon mit hoher Windschutzscheibe und festem Dach.
Ein offener Zweisitzer ist erhalten geblieben und im Museo nazionale della scienza e della tecnologia Leonardo da Vinci ausgestellt. Es ist eine späte Ausführung mit dem tiefen Kühler und der Motorhaube mit den Lüftungsschlitzen. Abweichend von den Abbildungen im zeitgenössischen Verkaufskatalogen sind es allerdings acht Schlitze pro Seite. Die Karosserie ist rot lackiert und hat schmale goldene Zierstreifen, die Kotflügel sind schwarz. In einer Literatur ist es auf 1896 datiert, was ausgeschlossen ist. Das Museum gab lange 1901 an. Im Standardbuch über Bianchi-Automobile wird diese Jahresangabe mit Hinweis auf den Kühler angezweifelt. Inzwischen gibt das Museum 1903 als Baujahr an.
Das Fahrzeug ist auf einer Briefmarke aus Umm al-Qaiwain abgebildet.